# Kafayat Sanni
Kafayat Sanni, née en 1997, est une pilote nigériane. Elle est l'une des pilotes de chasse de l'armée de l'air, récompensée du grade « Wings » dans la Force aérienne nigériane, elle a reçu ses ailes le 15 octobre 2019 au quartier général de la NAF à Abuja,,.

## Biographie

### Formation académique et professionnelle
Kafayat Sanni a rejoint l'armée de l'air le 22 décembre 2012,. Elle a commencé sa formation à la 401e école de formation de l'armée de l'air à Kaduna. Elle a été la première à voler en solo en classe dans l'école de formation. Elle a obtenu son diplôme de l'école le 16 septembre 2017. Après avoir obtenu son diplôme, elle s'est imposée comme la meilleure pilote de sa classe,. Elle est donc sélectionnée pour poursuivre sa formation aux États-Unis. Elle poursuit sa formation à l'American Aviation Leadership Program (ALP). La formation a duré 18 mois. Kafayat Sanni a commencé sa formation en fréquentant le Defense Language and English Language Center (DLIELC) à la base conjointe de San Antonio, pour une formation spécialisée en anglais en janvier 2018,,,,. Après avoir obtenu son diplôme du DLIELC, elle s'est rendue à Columbus en juin 2018 pour participer à la 19-21/22 Undergraduate Training Academy, le 16 août à la Columbus State University, Mississippi. À l'issue de sa formation aux États-Unis, elle rentre au Nigéria et a reçoit son brevet d'officier d'aviation lors d'une cérémonie organisée le 15 octobre 2019 au quartier général de la NAF à Abuja par le chef d'état-major de l'armée de l'air, le maréchal de l'air Sadique Abubakar, et la ministre des Affaires féminines et du Développement social, Dame Pauline Tallen.

### Distinctions
Lors de la remise de son brevet, elle reçoit la distinction d’être la première femme à piloter des Alpha Jets. À ce titre, elle devient la première femme pilote de chasse de la NAF (Nigerian Air Force), chargée de mener des missions de combat dans le cadre des opérations visant à mettre fin à la guerre,.
En 2025, elle reçoit le prix d'excellence du Ghana Armed Forces Command and Staff College,.

## Note et références
1. ↑  (en) « NAF wings first female fighter pilot » [archive du 22 décembre 2019], 15 octobre 2019 (consulté le 19 mai 2020)
2. ↑  (en) « Meet Kafayat Sanni, Nigeria's first female fighter jet pilot », sur africafeeds.com, october 19, 2019'"`uniq--nowiki-00000003-qinu`"'[pas clair]
3. 1 2  (en) « Focus on NAF's Women of War », 28 octobre 2019
4. ↑  « NAF wings first female fighter, helicopter pilots » [archive du 24 mai 2024], 15 octobre 2019 (consulté le 19 mai 2020)
5. ↑  « Air Force Wings Nigerian First Female Combat Pilot, Others », 16 octobre 2019
6. ↑  « Why I decided to become Nigeria's first female fighter jet pilot — Sanni »
7. ↑  « Nigeria : Kafayat Sanni devient la première femme pilote de chasse » [html], sur KOACI, 3 février 2020 (consulté le 28 juin 2025)
8. ↑  « NAF WINGS FIRST FEMALE FIGHTER, HELICOPTER PILOTS, DECORATES FIRST FEMALE AIR WARRANT OFFICER », 15 octobre 2019
9. ↑  « Meet Kafayat Sanni; First female fighter pilot in Nigerian Air Force's 55-year-history », 21 octobre 2019
10. ↑  « NAF wings two female pilots, female Air Warrant officer », 15 octobre 2019
11. ↑  Akinrujomu, « NAF releases video of 3 women who just made history in the Nigerian Armed Forces », Legit.ng - Nigeria news., 13 octobre 2019
12. ↑  « FACT-CHECK: Is Blessing Liman Nigerian Air Force first female fighter pilot? », 16 octobre 2019
13. ↑  « First Nigerian female fighter pilot graduates from ALP at Columbus AFB », Columbus Air Force Base
14. ↑  (en-US) « Nigerian Fighter Pilot Kafayat Sanni Honoured for Academic Excellence in Ghana », sur BellaNaija, 22 juin 2025 (consulté le 28 juin 2025)
15. ↑  (en-US) Chioma Onuh, « Nigeria’s first female fighter pilot, Kafayat Sanni wins top awards in Ghana », sur Businessday NG, 21 juin 2025 (consulté le 28 juin 2025)